# Ram suối
Ram suối (danh pháp khoa học: Anogeissus rivularis) là một loài thực vật có hoa trong họ Trâm bầu. Loài này được (Gagnep.) O.Lecompte mô tả khoa học đầu tiên năm 1969.